# Petko Karavelovo, Veliko Tărnovo
Petko Karavelovo (în bulgară Петко Каравелово) este un sat în comuna Polski Trămbeș, regiunea Veliko Tărnovo,  Bulgaria. 

## Demografie
Componența etnică a satului Petko Karavelovo
     Turci (57,79%)
     Nicio identificare (2,58%)
     Bulgari (39,31%)
     Romi (0,29%)
La recensământul din 2011, populația satului Petko Karavelovo era de 1.699 locuitori. Din punct de vedere etnic, majoritatea locuitorilor (57,79%) erau turci, cu o minoritate de bulgari (39,31%). Pentru 2,58% din locuitori nu este cunoscută apartenența etnică.